# Sainte-Marie-Madeleine
Sainte-Marie-Madeleine är en socken (kommun av typen municipalité de paroisse) i provinsen Québec i Kanada. Den ligger i regionen Montérégie, i den sydöstra delen av landet, 200 km öster om huvudstaden Ottawa.